# لنز عناب
لنز عناب هو لاعب كرة قدم بلجيكي في مركز الوسط، ولد في 20 يوليو 1988 في ماسايك في بلجيكا. لعب مع ليرس ونادي فيسترلو ووفاق سطيف.

## وصلات خارجية
- لنز عناب على موقع قاعدة بيانات كرة القدم.إي يو (الإنجليزية)
- لنز عناب على موقع Soccerway.com (الإنجليزية)